# Beffroi de Riom
Le beffroi de Riom ou Tour de l'horloge est un beffroi du XIVe siècle situé dans la ville de Riom, en Auvergne. La construction de la tour fut financée en 1391 par Jean de Berry, duc d'Auvergne, dont la capitale était à Riom.
Il est classé au titre des monuments historiques depuis 1862. L'édifice accueille de nos jours un espace muséographique sur l'histoire de Riom ainsi que le siège du Pays d'art et d'histoire de Riom Limagne et Volcans.

## Présentation
Les consuls de la cité de Riom souhaitant démontrer le pouvoir croissant des bourgeois dans la ville décident d'édifier un beffroi dont le but serait également d'accueillir à son sommet la cloche consulaire, symbole du pouvoir de ces derniers, reposant sur la charte de franchise (dite l’Alphonsine) accordée en 1270 par Alphonse de Poitiers. 
En 1345, le roi Philippe VI de Valois a accordé à Riom le droit de posséder une cloche municipale qui permettait aux consuls d'appeler les habitants pour les informer des évènements importants.
En 1360, le roi Jean II le Bon donne en apanage à son troisième fils, Jean de France, le Berry et la Terre royale d'Auvergne qui deviennent le duché de Berry et le duché d'Auvergne. Jean de Berry est donné en otage aux Anglais en 1360 pour permettre la libération de son père fait prisonnier à la bataille de Poitiers. Il reste prisonnier en Angleterre jusqu'en 1367. En 1390, Jean de Berry s'est marié, en secondes noces, avec Jeanne II d'Auvergne, fille de Jean II, dit le Mauvais mesnagier, comte d'Auvergne, qui avait cédé au duc ses comtés d'Auvergne et de Boulogne, en 1387. 
Jean de Berry a donné aux consuls un jacquemart. Pour l'installer ainsi que la cloche municipale, les consuls ont acheté, en 1391, à la famille bourgeoise Daniel une demeure à tour à l'emplacement actuel du beffroi pour la somme de 200 francs d'or. Le duc intervient financièrement auprès des bourgeois pour payer une partie de la construction.
La moitié supérieure de l'édifice fut réalisée lors de la Renaissance selon un plan octogonal avec un dôme, entre 1529 et 1593. En 1646, une violente tempête renverse le dôme Renaissance, mais ce dernier est rebâti avec les remplois de la construction précédente. Les colonnes sont réutilisées et le plan octogonal est de nouveau appliqué par l'utilisation des huit soutiens. De nouveaux travaux ont également lieu sur le dôme à la fin du XVIIIe siècle. Sous la Révolution, les symboles royaux sont effacés.
L'aune-étalon, mesure officielle de Riom sous l'Ancien Régime, est apposé au bas de la façade, à gauche de l'entrée, à proximité directe des étals disposés par les marchands sur la place des Taules sur laquelle est construit le beffroi.

## Visite
Aujourd'hui propriété de la ville de Riom, l'ancien beffroi est occupé par le Pays d'art et d'histoire de Riom Limagne et Volcans. 
Au rez-de-chaussée, une salle d'exposition présente le patrimoine historique de la ville, grâce à des panneaux montrant l'évolution de la ville, une chronologie comparée avec l'Histoire de France, et des maquettes tactiles, accessibles aux déficients visuels.
Une seconde salle d'exposition est installée dans l'ancienne salle des mécanismes.
Il est possible d'accéder à la plateforme qui se trouve sous le dôme, d'où on domine la ville et la campagne environnante.